# استفانو کولانتوئونو
استفانو کولانتوئونو (انگلیسی: Stefano Colantuono؛ زادهٔ ۲۳ اکتبر ۱۹۶۲) بازیکن فوتبال اهل ایتالیا است.
از باشگاه‌هایی که در آن بازی کرده‌است می‌توان به باشگاه فوتبال رجینا، باشگاه فوتبال ترنانا، باشگاه فوتبال آسکولی، باشگاه فوتبال فروزینونه، باشگاه فوتبال پیزا، باشگاه فوتبال کومو، باشگاه فوتبال آولینو، باشگاه فوتبال اتلتیکو آرتزو، و مسینا اشاره کرد.